# Grilagem de terras
No Brasil, grilagem de terras é a falsificação de documentos para, ilegalmente, tomar posse de terras devolutas ou de terceiros, bem como de prédios ou prédios indivisos. O termo também designa a venda de terras pertencentes ao poder público ou de propriedade particular mediante falsificação de documentos de propriedade da área. O agente de tal atividade é chamado grileiro.
O termo "grilagem" provém de uma causa usada para o efeito de envelhecimento forçado de papéis, que consiste em colocar escrituras falsas dentro de uma caixa com grilos, de modo a deixar os documentos amarelados (devido aos excrementos dos insetos) e roídos, dando-lhes uma aparência antiga e, por consequência, mais verossímil.

## Conceito
Grilagem é a "usurpação da terra pública, dando-lhe a aparência de particular", ou seja, indica "um ou mais procedimentos de irregular ou ilegal ocupação de terra pública, com objetivo da sua apropriação privada". Grilagem não é apenas a ocupação, mas a ocupação qualificada pela intenção deliberada de se tornar dono da terra pública, como se esta fosse terra particular.
“Muito se fala em grilagem e o termo pode ser curioso para os menos afetos às letras jurídicas ou à realidade no campo, soando exótico ou até meio romântico: algo como documento envelhecido pela ação de insetos... “Sugiro que a expressão possa ter outra configuração. Assim como o grileiro disfarça as suas ações e muitas das vezes produza documento físico que em tudo parece bom e valioso juridicamente - embora não resista a uma análise especializada mais atenta – também os insetos que inspiram a palavra “grilagem” vivem entocados nos jardim ou ocultados sob folhagens, emitindo sons naturais e, assim, dando sinais da sua existência, podendo ser localizados.”
Todavia, para quem vive no interior do país, a expressão efetivamente revela um significado sombrio, pesado, violento, envolvendo abusos e arbítrios contra os antigos ocupantes, ocasionalmente com forçada perda da posse pela tomada da terra com ameaças, sangue e morte.”
O termo grilagem se aplica aos procedimentos de irregular ou ilegal apropriação privada de terras públicas . Envolve tanto o “forjador de títulos” quanto outros meios de apropriação indevida de terras, com reflexos na violência no campo, na exploração de riquezas, no dano ambiental e na ameaça à soberania, dadas às suas gigantescas proporções.
Fundamental que se foque no momento exato em que a terra pública é, por artifício, “destacada” do patrimônio público. Para a análise do fenômeno fático e jurídico da grilagem só interessa “o modo de aquisição da terra, se baseada em anterior falsificação documental ou registro obtido irregularmente, com impróprio e/ou ilegal “destaque” da terra pública que tem então apenas aparência de particular”.

## Terras devolutas: as sesmarias e a origem da propriedade das terras no Brasil
Terras devolutas são aquelas que, "ao tempo da lei" 601/1850 (lei de terras) não estavam habitadas, apossadas, aproveitadas e, portanto, estavam incultas (lei citada, artigos 5o, Parágrafos 1o, 8o e 15). Delas, já se disse que, “Os problemas com as chamadas terras devolutas começaram ao tempo da Constituição Federal de 1891 que, pelo seu artigo 64, transferiu para os Estados federados o seu domínio sobre as terras devolutas da União, alvitrando desfazer a “supercentralização do Império” e "fortalecer o universo eleitoreiro dos afinados politicamente com o poder dominante, sem planejamento, sem visão de futuro, bem ao modo do jeitinho brasileiro."
“Na origem, a propriedade rural no Brasil remonta a Portugal, que nos conquistou, fixando-se em 7 de junho de 1494 o seu termo inicial, quando em Tordesilhas, na Espanha, foi assinado Tratado entre o rei português e o espanhol, isso seis anos antes da data tida como do descobrimento.”
Sesmarias são as terras, públicas na origem, doadas em nome do Império, aos particulares, que tinham a obrigação de pagar um tributo de "1/6 sobre os frutos produzidos", tendo sua origem no latim seximum (a sexta parte). É instituto que nos chegou do Direito Português e que deixou de ser aplicado no Brasil no ano de 1822, extinto que foi pela Resolução de 17.7.1822.
O sistema de Sesmaria pouco contribuiu para a agricultura e tanto que José Bonifácio de Andrade e Silva conseguiu de Dom Pedro I a edição da Resolução de 17 de julho de 1822, que deu fim a esse regime (um pouco antes, portanto, da declaração da Independência do Brasil, ocorrida em 07 de setembro de 1822). Com o fim da concessão de cartas de sesmaria, por cerca de vinte e oito anos o sistema de aquisição da propriedade privada deu-se pela simples ocupação ou apossamento das terras com efetivo uso por moradia ou cultura, até que em 18 de setembro de 1850 fosse editada a Lei 601/1850, conhecida como Lei de Terras.
A lei de terras (Lei 601/1850) previu a realização do Registro Paroquial, algo que ainda alimenta controvérsias, embora seja certo que tivesse exclusivo propósito estatístico, não conferindo direitos. O Supremo Tribunal Federal já decidiu que o “Registro paroquial não induz propriedade. É meio probante do fato da posse. Hipótese em que há obstáculo a accessio possessiones”.
“O que o legislador buscava (naquele tempo e após 28 anos de lacuna legal, desde que em 1822 deixou-se de fazer titulação por vontade do governo), era dar ao Brasil a relação dos ocupantes de faixas de terra no Império brasileiro, houvesse ou não título relativo à sua posse. Era, como visto, destinado a propiciar ao governo uma relação das terras sob ocupação privada, não tendo a qualidade jurídica de registro dominial. Previa que justo título derivava dos contratos, disposições de última vontade, julgados e determinações legais (lei cit., art. 3º, P. 2º.) e cuidava das sesmarias (art. 4º) e posses (art. 5º) revalidadas.” 
Apesar disso, livros paroquiais foram furtados, para servir a propósitos criminosos: “até o roubo de documentos de velhas igrejas foi feito, sendo o papel branco de livros de registros paroquiais roubado para ser utilizado na confecção de escrituras, em tudo semelhante às feitas no século passado.”

## Histórico
A origem da grilagem no Brasil está atrelada com a Lei de Terras de 1850, que instituiu a propriedade privada de terras. Essa lei suprimiu o regime de sesmarias, em que o acesso a "terras virgens" ou "desconhecidas" ocorria mediante doações da coroa – lembrando-se que, entretanto, tais denominações desconsideravam a ocupação por indígenas, frequentemente mortos ou expulsos nas fronteiras de expansão. A referida lei tornou o acesso a terras, em certa medida, indisponível a ex-escravos e a imigrantes, em razão dos altos preços cobrados pelo governo. Em contraste, por exemplo, nos Estados Unidos, o Homestead Act de 1862 estabeleceu a distribuição de terras quase gratuita.
Tomando como exemplo o caso de São Paulo, os camponeses, para adquirir terras, quer públicas ou privadas, precisavam acumular capital, seja trabalhando como colonos, arrendatários ou meeiros nas terras de grandes proprietários. Havendo esta alta demanda por terras e a elevação de seus preços, surgiu uma indústria de grilagem, com comerciantes de terras personificados nas figuras de fazendeiros, companhias imobiliárias, engenheiros, topógrafos e advogados, os quais forjavam títulos e vendiam terras aos pequenos agricultores.
Além disso, na frente de expansão deste Estado, antigos posseiros (também chamados "precursores"), pequenos agricultores caboclos que já ocupavam porções de terra de forma legítima, embora sem títulos, passaram a ser expulsos por "pioneiros" (homens de negócios de outras regiões), os quais expropriavam suas terras por meio da grilagem e violência.
Recentemente, tem ocorrido um novo mecanismo de invasão de terras públicas envolvendo milícias compostas por pistoleiros chamados "catingas". Nesse esquema, terras públicas anteriormente ocupadas por um fazendeiro grileiro passam a ser de interesse de outros fazendeiros, os quais, por meio de catingas, expulsam os pistoleiros do antigo grileiro, chamados "guaxebas". Em seguida, as terras são loteadas para famílias de agricultores, que devem pagar mensalidades aos catingas. Após a regularização da terra pelo Incra, os lotes são recomprados das famílias pelos fazendeiros que apoiaram a invasão inicial. As famílias vendem os lotes por preços maiores do que as mensalidades, enquanto os fazendeiros pagam pelos alqueires preços bem menores do que o estabelecido no mercado legal de terras.

## Contexto atual
No Brasil, o total de terras sob suspeita de grilagem é de aproximadamente 100 milhões de hectares - quatro vezes a área
do estado de São Paulo.
Dentre os fatores que facilitam a falsificação de títulos de terras, estão a falta de um sistema unificado de controle de terras, e a natureza contraditória dos cartórios - serviço público do Estado, delegado à exploração em caráter privado.

## Legislação
O artigo 50 da Lei nº 6.766/1979 (também conhecida como Lei Lehmann), que dispõe sobre o parcelamento do solo urbano, pune a prática de grilagem com prisão e pagamento de multa.
Já a lei nº 11.952/09, derivada da Medida Provisória n°458/2009 (conhecida como "MP da Grilagem"), possibilita a regularização da ocupação ilegal de terras de propriedade da União situadas na Amazônia Legal. Em 18 de outubro de 2017 o Supremo Tribunal Federal julgou a Ação Direta de Inconstitucionalidade (ADIN) 4269 e restringiu os critérios para regularização de terras conforme tratados na citada Lei 11.952/2009.

## Fenômenos relacionados
- Land grabbing: fenômeno mundial relacionado à grilagem, caracterizado pela apropriação massiva de terras públicas e privadas por grandes investidores internacionais.
- Loteamento irregular: aparenta ser legitimamente adquirido e registrado por seu empreendedor imobiliário, mas viola, de alguma maneira, as regras de parcelamento da terra.
- Loteamento clandestino: não é registrado no cartório de imóveis, apesar de a terra poder ser de posse legítima de seu empreendedor.[33]